# Oktiábrskaya (Krylovskaya, Krasnodar)
Oktiábrskaya (del ruso: Темп) es una stanitsa del raión de Krylovskaya del krai de Krasnodar de Rusia. Está situada a orillas de un pequeño afluente del río Sosyka, que lo es del río Yeya, 16 km al nordeste de Krylovskaya y 149 km al nordeste de Krasnodar, la capital del krai. Tenía 11 252 habitantes en 2010.
Es cabeza del municipio Oktiábskoye, al que pertenecen asimismo Sborni, Zaprudni, Kovaliovka, Obilni, Reshetilovski y Temp.

## Historia
La localidad fue fundada en 1870, como el posiólok Mijaílovski. Le fue concedido el estatus de stanitsa el 31 de octubre de 1906 y el nombre de Novomijaílovska. En 1963 es rebautizada como Oktiábrskaya.

## Demografía
| 2002   | 2010   |
| ------ | ------ |
| 11 460 | 11 252 |

### Composición étnica
De los 11 460 habitantes que tenía en 2002, el 87.3 % era de etnia rusa, el 4.8 % era de etnia armenia, el 2.5 % era de etnia ucraniana, el 1.6 % era de etnia gitana, el 0.8 % era de etnia azerí, el 0.7 % era de etnia alemana, el 0.5 % era de etnia bielorrusa, el 0.1 % era de etnia georgiana, el 0.1 % era de etnia tártara, el 0.1 % era de etnia adigué y el 0.1 % era de etnia griega

## Cultura y lugares de interés
La localidad cuenta con 8 escuelas y un museo de nombre Y. V. Kondratiuk.

## Transporte
Tiene una estación (Krylovskaya) en el ferrocarril del Cáucaso Norte Rostov-Vladikavkaz. La carretera federal M4 Don Moscú-Novorosisk bordea la stanitsa por el oeste.